# Danh sách Hoa hậu Siêu quốc gia

## Danh sách Hoa hậu Siêu quốc gia
Dưới đây là danh sách các Hoa hậu Siêu quốc gia từ năm 2009 đến nay:
| Năm  | Quốc gia                          | Hoa hậu Siêu quốc gia             | Tuổi[A]                           | Chiều cao                         | Quê quán                          | Nơi tổ chức                            |
| ---- | --------------------------------- | --------------------------------- | --------------------------------- | --------------------------------- | --------------------------------- | -------------------------------------- |
| 2009 | Ukraine                           | Oksana Moria                      | 20                                | 1,77 m (5 ft 9+1⁄2 in)            | Dnipro                            | Płock, Ba Lan                          |
| 2010 | Panama                            | Karina Pinilla                    | 25                                | 1,75 m (5 ft 9 in)                | Herrera                           | Płock, Ba Lan                          |
| 2011 | Ba Lan                            | Monika Lewczuk                    | 23                                | 1,77 m (5 ft 9+1⁄2 in)            | Płock                             | Płock, Ba Lan                          |
| 2012 | Belarus                           | Ekaterina Buraya                  | 23                                | 1,77 m (5 ft 9+1⁄2 in)            | Minsk                             | Warszawa, Ba Lan                       |
| 2013 | Philippines                       | Mutya Datul                       | 21                                | 1,73 m (5 ft 8 in)                | Santa Maria                       | Minsk, Belarus                         |
| 2014 | Ấn Độ                             | Asha Bhat                         | 22                                | 1,78 m (5 ft 10 in)               | Bhadravathi                       | Krynica-Zdrój, Ba Lan                  |
| 2015 | Paraguay                          | Stephania Sofía Vázquez Stegman   | 23                                | 1,77 m (5 ft 9+1⁄2 in)            | Asunción                          | Krynica-Zdrój, Ba Lan                  |
| 2016 | Ấn Độ                             | Srinidhi Shetty                   | 24                                | 1,72 m (5 ft 7+1⁄2 in)            | Mangalore                         | Krynica-Zdrój, Ba Lan                  |
| 2017 | Hàn Quốc                          | Jenny Kim                         | 23                                | 1,73 m (5 ft 8 in)                | Seoul                             | Krynica-Zdrój, Ba Lan Poprad, Slovakia |
| 2018 | Puerto Rico                       | Valeria Vázquez                   | 24                                | 1,78 m (5 ft 10 in)               | San Juan                          | Krynica-Zdrój, Ba Lan                  |
| 2019 | Thái Lan                          | Anntonia Porsild                  | 23                                | 1,73 m (5 ft 8 in)                | Băng Cốc                          | Katowice, Ba Lan                       |
| 2020 | Cuộc thi bị hoãn do dịch Covid-19 | Cuộc thi bị hoãn do dịch Covid-19 | Cuộc thi bị hoãn do dịch Covid-19 | Cuộc thi bị hoãn do dịch Covid-19 | Cuộc thi bị hoãn do dịch Covid-19 | Cuộc thi bị hoãn do dịch Covid-19      |
| 2021 | Namibia                           | Chanique Rabe                     | 24                                | 1,75 m (5 ft 9 in)                | Windhoek                          | Małopolskie, Ba Lan                    |
| 2022 | Nam Phi                           | Lalela Mswane                     | 25                                | 1,72 m (5 ft 7+1⁄2 in)            | Richards Bay                      | Małopolskie, Ba Lan                    |
| 2023 | Ecuador                           | Andrea Aguilera                   | 22                                | 1,80 m (5 ft 11 in)               | Los Ríos                          | Nowy Sącz, Ba Lan                      |
| 2024 | Indonesia                         | Harashta Haifa Zahra              | 20                                | 1,73 m (5 ft 8 in)                | Tây Java                          | Nowy Sącz, Ba Lan                      |
| 2025 | Brasil                            | Eduarda Braum                     | 24                                |                                   | Espiritu Santo                    | Nowy Sącz, Ba Lan                      |

Chú ý

A  Thời điểm đăng quang

B  Đã mất 

C  Truất ngôi

D  Thay thế ngôi vị

## Số lần chiến thắng

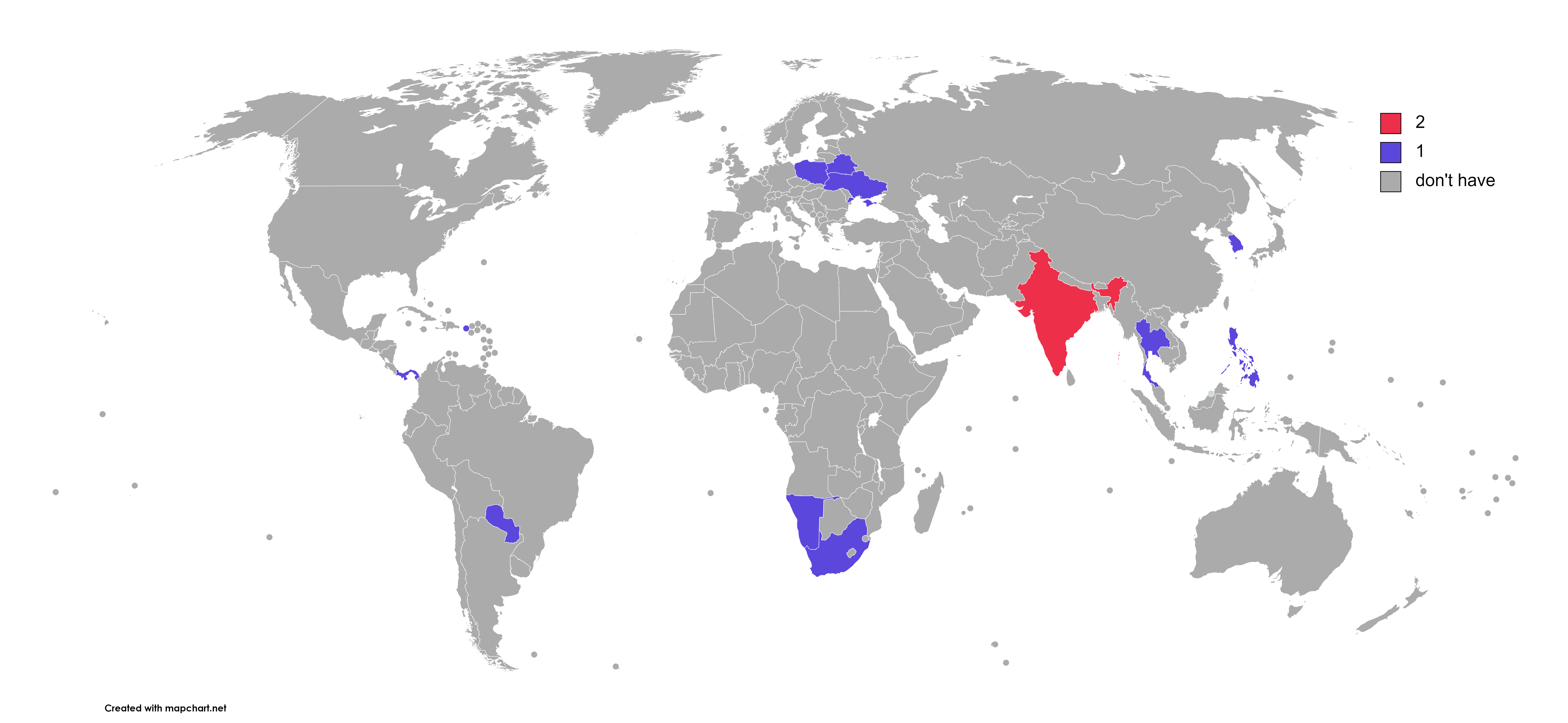
Các quốc gia chiến thắng cuộc thi Hoa hậu Siêu quốc gia và số lần chiến thắng.

| Quốc gia/Lãnh thổ | Số lần | Năm        |
| ----------------- | ------ | ---------- |
| Ấn Độ             | 2      | 2014, 2016 |
| Brasil            | 1      | 2025       |
| Indonesia         | 1      | 2024       |
| Ecuador           | 1      | 2023       |
| Nam Phi           | 1      | 2022       |
| Namibia           | 1      | 2021       |
| Thái Lan          | 1      | 2019       |
| Puerto Rico       | 1      | 2018       |
| Hàn Quốc          | 1      | 2017       |
| Paraguay          | 1      | 2015       |
| Philippines       | 1      | 2013       |
| Belarus           | 1      | 2012       |
| Poland            | 1      | 2011       |
| Panama            | 1      | 2010       |
| Ukraine           | 1      | 2009       |

Chú ý 

A  Truất ngôi

B  Thay thế ngôi vị nhưng truất ngôi sau đó